# Isabelle Stoehr
Isabelle Stoehr, née le 9 juin 1979 à Tours, est une joueuse française de squash.
Elle atteint, en février 2009, la dixième place mondiale sur le circuit international, son meilleur classement. Elle est championne de France à onze reprises et championne d'Europe en 2008. Elle atteint également les demi-finales du British Open 2008.

## Biographie
Isabelle Stoehr commence le squash à l'âge de 5 ans.
Elle devient vice-championne du monde junior en 1997, championne de France la même année en détrônant Corinne Castets qui possédait 10 titres nationaux et championne d'Europe en 2008.
Elle atteint son meilleur classement mondial en février 2009 (10e).
Au cours de sa carrière, Isabelle Stoehr a gagné 8 tournois internationaux WISPA et 11 titres nationaux.
Elle met un terme à sa carrière en novembre 2011.

## Palmarès

### TitresWISPA(8)
| Année | Tournoi                       | Finaliste         | Score                    |
| 2008  | Sannois International         | Lauren Briggs     | 6-9, 9-7, 10-8, 9-3      |
| 2008  | Open des Pyramides            | Jaclyn Hawkes     | 9-0, 9-5, 9-4            |
| 2007  | Open des Pyramides            | Elise Ng          | 9-4, 5-9, 9-3, 9-0       |
| 2007  | Mayfair Lakeshore Open        | Kasey Brown       | 9-4, 9-3, 9-5            |
| 2006  | Alexandria Sporting Club Open | Raneem El Weleily | 9-2, 9-6, 6-9, 9-0       |
| 2003  | Brest Open                    | Ellen Petersen    | 9-3, 9-1, 9-0            |
| 2003  | Carcassonne City Open         | Ellen Petersen    | 9-7, 9-5, 9-2            |
| 2001  | Himmerland Open               | Ellen Petersen    | 9-10, 5-9, 9-0, 9-6, 9-0 |

### FinalesWISPA(7)
| Année | Tournoi                       | Vainqueur        | Score                    |
| 2008  | Atwater Cup                   | Kasey Brown      | 2-9, 9-6, 9-4, 9-0       |
| 2007  | Burning River Classic         | Natalie Grainger | 9-7, 10-8, 9-1           |
| 2005  | Alexandria Sporting Club Open | Engy Kheirallah  | 6-9, 9-4, 9-10, 9-1, 9-2 |
| 2002  | Carcassonne City Open         | Jenny Tranfield  | 6-9, 10-8, 9-0, 9-2      |
| 2002  | Mega Italia Open              | Madeline Perry   | 9-6, 8-10, 10-8, 9-0     |
| 2000  | Grasshopper Cup               | Jenny Tranfield  | 9-3, 9-5, 9-4            |
| 2000  | Carcassonne City Open         | Sue Wright       | 8-10, 9-6, 4-9, 9-3, 9-2 |